# Иванов, Анатолий Николаевич (футболист)
Анатолий Николаевич Иванов (25 мая 1940, Шахты, Ростовская область - 26 мая 2019) — советский футболист, вратарь, футбольный тренер.

## Биография
На взрослом уровне начал выступать в 1958 году в составе клуба «Шахтёр» (Шахты).
В 1960 году перешёл в ростовский СКА. Дебютный матч в классе «А» сыграл 14 апреля 1960 года против московского «Торпедо». С 1963 года стал первым вратарём своего клуба, в том сезоне сыграл 34 матча. После этого бывший тренер СКА Виктор Маслов пригласил его в киевское «Динамо», но армейское руководство не отпустило. В 1966 году со своей командой стал серебряным призёром чемпионата СССР. В конце 1960-х годов играл нерегулярно из-за травм и проблем с язвой желудка. Свои последние матчи за ростовский клуб провёл в 1970 году. Всего за 11 сезонов сыграл 189 матчей в высшей лиге.
После ухода из СКА выступал за команду Группы советских войск в Германии и играл за клубы низших дивизионов чемпионата ГДР. В сезоне 1976/77 провёл две игры за восточногерманский «Нойштрелиц».
Играл за сборную клубов СССР. Призывался в олимпийскую сборную страны, но в официальных матчах на поле не выходил.
Окончил Высшую школу тренеров, в конце 1970-х годов стажировался в западногерманском «Кайзерслаутерне» и тренировал команду ГСВГ. В начале 1980-х годов вернулся на родину, возглавлял клубы «Атоммаш» (Волгодонск), «Балтика» (Калининград), «Сокол» (Саратов). С «Балтикой» в 1994 году завоевал малые бронзовые медали первой лиги. Также в калининградском клубе работал начальником команды, был председателем Калининградской федерации футбола.